# Série noire (Film)
Série noire ist ein französischer Kriminalfilm von Alain Corneau aus dem Jahr 1979. Der Film basiert auf dem Roman Ein Satansweib (A Hell of a Woman) des Krimiautors Jim Thompson.

## Handlung
Franck Poupart ist ein Handelsvertreter, der seine Waren in den grauen Vororten von Paris von Tür zu Tür verkauft. Während seiner Arbeit stößt er auf die minderjährige Mona, die bei ihrer Tante lebt und von dieser prostituiert wird. Er ist darüber entsetzt und obwohl er von dem attraktiven Mädchen fasziniert ist, schläft er nicht mit ihr. Nach einem Ehestreit verlässt ihn seine Frau. Dafür wird er jetzt von Mona verfolgt, die sich offenbar in ihn verliebt hat.
Als herauskommt, dass er bei seiner Arbeit Geld unterschlagen hat, wird er verhaftet. Mona zahlt die 1500 Francs, die er seinem Chef schuldet, und erzählt Franck von den Millionen, die ihre Tante versteckt hält, und auch von einer Pistole. Daraufhin plant Franck einen Raubmord mithilfe eines armen Teufels namens Andreas Tikides, den er als Sündenbock mitnehmen will. Der Plan gelingt ihm und die alte Dame und Andreas Tikides kommen planmäßig um.
Allerdings schöpft seine Frau, die inzwischen zurückgekehrt ist, Verdacht, als sie den Geldkoffer entdeckt. Als sie ihn zur Rede stellt, ermordet er auch sie. Dann kommt ihm auch sein Chef auf die Schliche und erpresst ihn, bis Franck ihm die gesamte Beute gibt. Am Ende hat er nur noch Mona und den zerstörten Traum von der großen Freiheit.

## Hintergrund
Corneaus Série noire ist ein Film noir in Farbe. Der Film basiert auf dem Roman A Hell of a Woman von Jim Thompson aus dem Jahr 1954. Er hatte am 25. April 1979 sein Uraufführung in Frankreich.

## Kritiken
Das Lexikon des internationalen Films befand: „Ein düsterer, bitterböser Film, der das Milieu einer heruntergekommenen Pariser Vorstadt mit großer Sorgfalt einfängt. Die zwischen Hoffnungslosigkeit und Gewalt agierenden Figuren wirken bisweilen konstruiert, sind aber beeindruckend gespielt.“

## Auszeichnungen
Der Film lief 1979 im Wettbewerb der 32. Internationalen Filmfestspiele von Cannes. Er erhielt auf dem Festival jedoch keinen Preis. 1980 war er insgesamt für fünf César nominiert. Die Schauspieler Dewaere, Boyer und Blier erhielten jeweils eine Nominierung. Weitere Nominierungen bekam er für den Schnitt und für das Drehbuch.